# Іванів катер
«Іванов катер» (рос. «Иванов катер») — радянський художній фільм режисера  Марка Осеп'яна, поставлений на  Кіностудії ім. М. Горького у 1972 році за однойменною повістю  Бориса Васильєва (1970).

## Сюжет
Сергій Прасолов з'являється в селищі лісосплавників незабаром після аварії на катері капітана Бурлакова. Бурлакову вдалося врятувати тисячі кубометрів деревини, але його давній товариш Федір Никифоров отримав смертельне поранення. На катері залишається він, капітан, і кухарка Оленка. Спочатку Сергій здається надійним і дружнім. Але незабаром членам команди належить зневіритися в цьому.

## У ролях
- Петро Вельямінов — Іван Трохимович Бурлаков, капітан вантажного катера «Волгарь»
- Валентина Тализіна — Оленка, матрос вантажного катера «Волгарь»
- Юрій Орлов — Сергій Прасолов, судновий механік. Новий матрос вантажного катера «Волгарь»
- Афанасій Кочетков — Микола Миколайович, начальник відділу кадрів
- Євген Лебедєв — Гнат Григорович
- Антоніна Богданова — Авдотья Кузьмівна, дружина Гната
- Ігор Пушкарьов — Вася
- Віра Івлєва — Лідуха, дружина Васі
- Владлен Паулс — Михалич
- Володимир Сергієнко — Андрій
- Клара Абашина — епізод

## Знімальна група
- Автор сценарію —  Борис Васильєв
- Режисер-постановник —  Марк Осеп'ян
- Головний оператор —  Михайло Якович
- Композитори — Борис Соколов, Євген Бачурін
- Художники —  Микола Ємельянов, Андрій Валеріанов